# كأس ديفيز 1989
كأس ديفيز 1989 هو الموسم 78 من  كأس ديفيز. أقيم خلال الفترة 3 فبراير 1989 وحتى 17 ديسمبر 1989، وفاز فيه منتخب ألمانيا لكأس ديفيز.